# Alexei Jurjewitsch Jessin
Alexei Jurjewitsch Jessin (russisch Алексей Юрьевич Есин; * 3. Dezember 1987 in Kolomna) ist ein russischer Eisschnellläufer.

## Werdegang
Jessin debütierte im Weltcup zu Beginn der Saison 2006/07 in Heerenveen und belegte dabei mehrere Top-Zehn-Platzierungen in der Division B. Bei der Sprintweltmeisterschaft 2007 in Hamar kam er auf den 24. Platz im Sprint-Mehrkampf. Zu Beginn der folgenden Saison startete er in Salt Lake City erstmals im A-Weltcup und errang dabei den 27. und den 18. Platz über 1000 m. Im Januar 2008 kam er bei der Sprintweltmeisterschaft in Heerenveen auf den 21. Rang. Bei den Einzelstreckenweltmeisterschaften 2008 in Nagano belegte er den 16. Platz über 1000 m und den 11. Rang über 1500 m. Zum Saisonende erreichte er beim Weltcup in Inzell mit dem zehnten Platz über 1000 m seine erste Top-Zehn-Platzierung im A-Weltcup und in Heerenveen mit dem dritten Platz in der Teamverfolgung seine erste Podestplatzierung im Weltcup. Im Januar 2010 errang er bei der Sprintweltmeisterschaft in Obihiro den 12. Platz. Bei den Olympischen Spielen 2010 in Vancouver konnte er über die 1500-Meter-Strecke einen 21. Platz erreichen. Über 1000 m landete er auf dem 22. Platz. In der Saison 2010/11 kam er mehrmals unter den ersten Zehn. Dabei erreichte er in Moskau mit dem vierten Platz über 1000 m sein bestes Einzelresultat im A-Weltcup. Bei der Sprintweltmeisterschaft 2011 in Heerenveen belegte er neunten Platz im Sprint-Mehrkampf und bei den Einzelstreckenweltmeisterschaften 2011 in Inzell den 11. Platz im 2 × 500-m-Lauf. In der Saison 2011/12 und 2012/13 belegte er jeweils den zehnten Platz im Gesamtweltcup über 1000 m. Im Januar 2012 kam er bei der Sprintweltmeisterschaft in Calgary auf den 12. Platz. Bei den Einzelstreckenweltmeisterschaften 2012 in Heerenveen errang er den 13. Platz im 2 × 500-m-Lauf und den neunten Platz über 1000 m. Im folgenden Jahr wurde er bei der Sprintweltmeisterschaft in Salt Lake City Neunter im Sprint-Mehrkampf und bei den Einzelstreckenweltmeisterschaften in Sotschi belegte er den 13. Platz im 2 × 500-m-Lauf und den 12. Platz über 1000 m. Seine besten Resultate bei den Olympischen Winterspielen 2014 in Sotschi waren der 16. Platz über 500 m und den sechsten Rang in der Teamverfolgung. In der Saison 2014/15 erreichte er mehrmals Top-Zehn-Platzierungen im Weltcup, darunter zwei vierte Plätze über 1000 m. Im Januar 2015 gewann er bei der Sprintweltmeisterschaft in Astana die Bronzemedaille. Bei den Einzelstreckenweltmeisterschaften 2015 in Heerenveen kam er auf den 15. Platz über 1000 m und auf den 12. Rang im 2 × 500-m-Lauf. Die Saison beendete er im Gesamtweltcup über 500 m und im Gesamtweltcup über 1000 m jeweils auf den zehnten Platz. Zu Beginn der Saison 2015/16 belegte er in Calgary den dritten und in Salt Lake City den zweiten Platz im Teamsprint. Es folgten zweite Plätze in Heerenveen über 500 m und im Teamsprint und Rang drei in Teamsprint und erreichte zum Saisonende den siebten Platz im Weltcup über 1000 m. In der Saison 2017/18 errang er in Heerenveen und in Minsk jeweils den dritten Platz im Teamsprint und in Calgary den zweiten Platz im Teamsprint.

## Persönliche Bestzeiten
- 500 m      34,52 s (aufgestellt am 8. Dezember 2017 in Salt Lake City)
- 1000 m    1:07,50 min (aufgestellt am 2. Dezember 2017 in Calgary)
- 1500 m    1:44,51 min (aufgestellt am 15. November 2013 in Salt Lake City)
- 3000 m    3:53,60 min (aufgestellt am 8. Dezember 2006 in Kolomna)
- 5000 m    6:52,98 min (aufgestellt am 2. Februar 2007 in Kolomna)
- 10.000 m    16:15,86 min (aufgestellt am 28. März 2004 in Archangelsk)

## Teilnahmen an Weltmeisterschaften und Olympischen Winterspielen

### Olympische Spiele
- 2010 Vancouver: 21. Platz 1500 m, 22. Platz 1000 m
- 2014 Sotschi: 6. Platz Teamverfolgung, 16. Platz 500 m, 18. Platz 1000 m, 24. Platz 1500 m

### Einzelstreckenweltmeisterschaften
- 2008 Nagano: 11. Platz 1500 m, 16. Platz 1000 m
- 2011 Inzell: 11. Platz 2 × 500 m
- 2012 Heerenveen: 9. Platz 1000 m, 13. Platz 2 × 500 m
- 2013 Sotschi: 12. Platz 1000 m, 13. Platz 2 × 500 m
- 2015 Heerenveen: 12. Platz 2 × 500 m, 15. Platz 1000 m
- 2016 Kolomna: 4. Platz 1000 m, 5. Platz 2 × 500 m
- 2017 Gangwon: 9. Platz 1000 m, 19. Platz 2 × 500 m

### Sprintweltmeisterschaften
- 2007 Hamar: 24. Platz Sprint-Mehrkampf
- 2008 Heerenveen: 21. Platz Sprint-Mehrkampf
- 2010 Obihiro: 12. Platz Sprint-Mehrkampf
- 2011 Heerenveen: 9. Platz Sprint-Mehrkampf
- 2012 Calgary: 11. Platz Sprint-Mehrkampf
- 2013 Salt Lake City: 9. Platz Sprint-Mehrkampf
- 2015 Astana: 3. Platz Sprint-Mehrkampf
- 2016 Seoul: 7. Platz Sprint-Mehrkampf
- 2018 Changchun: 9. Platz Sprint-Mehrkampf